# Епархия Секонди-Такоради
 Епархия Секонди-Такоради (лат.  Dioecesis Sekondiensis-Takoradiensis) — епархия Римско-Католической Церкви c центром в городе Секонди-Такоради, Гана. Архиепархия Секонди-Такоради входит в архиепархия Кейп-Коста.

## История
20 ноября 1969 года Римский папа Павел VI учредил буллой «Quandoquidem» епархию Секонди-Такоради, выделив её из архиепархии Аккры. 22 декабря 1999 года епархия Секонди-Такоради уступила часть своей территории новой епархии Ва.

## Ординарии епархии
- епископ Joseph Amihere Essuah (20.11.1969 — 7.10.1980);
- епископ Charles Kweku Sam (30.11.1981 — 13.01.1998);
- епископ John Martin Darko (27.06.1998 — 14.12.2011);
- епископ John Bonaventure Kwofie, C.S.Sp. (3.07.2014 — по настоящее время).

## Источник
- Annuario Pontificio, Ватикан, 2005
- Булла Quandoquidem (лат.)